# 馬杜魯河國家公園
7°34′33″N 81°08′34″E / 7.57583°N 81.14278°E

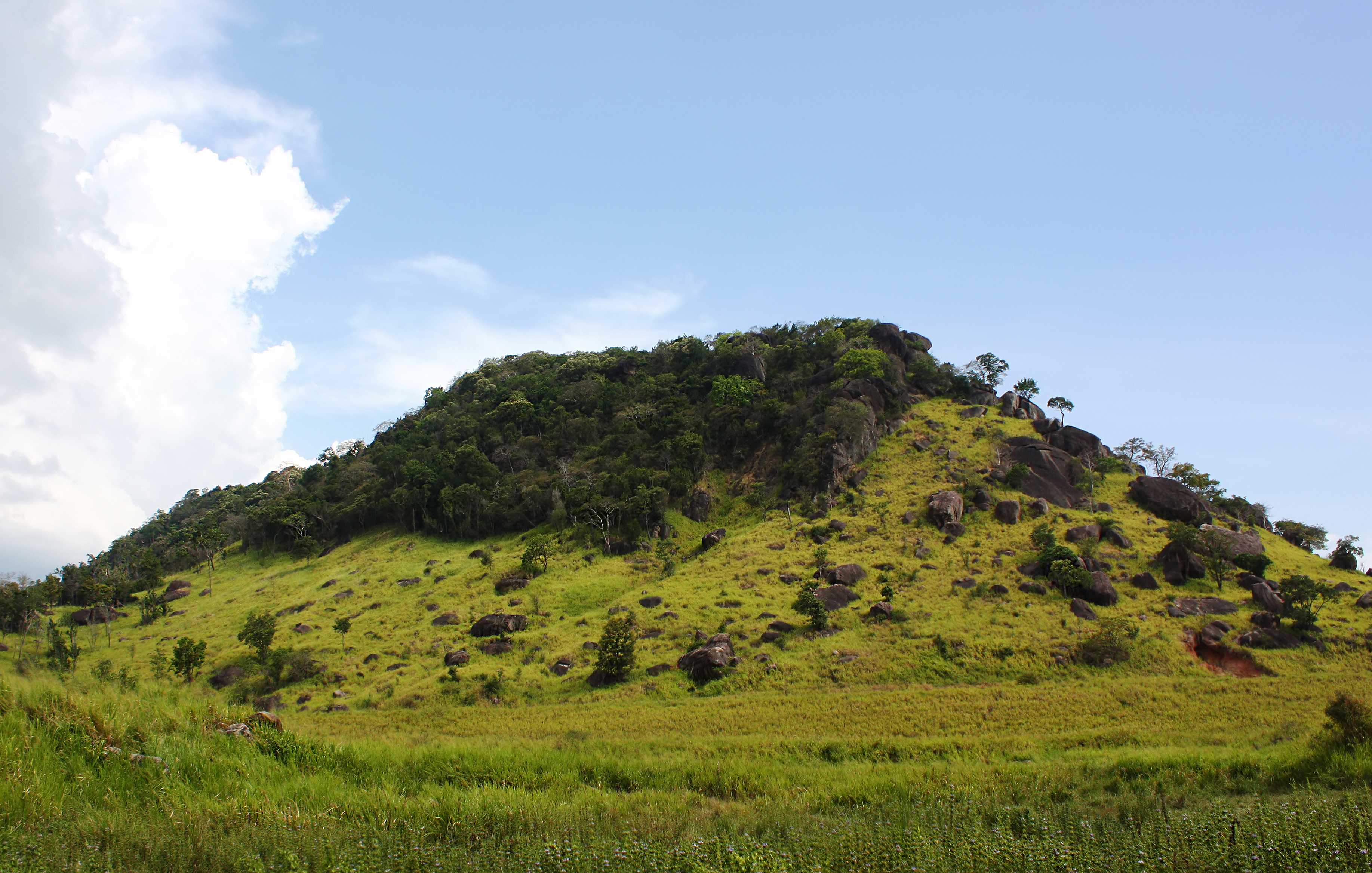

馬杜魯河國家公園是斯里蘭卡的國家公園，位於該國東部，橫跨東部省和烏沃省，距離首都可倫坡288公里，成立於1983年11月9日，面積588平方公里。